# Runc (Vidra), Alba
Runc este un sat în comuna Vidra din județul Alba, Transilvania, România. La recensământul din 2002 avea o populație de 59 locuitori.